# Bobgunnia
Bobgunnia es un género de plantas con flores con dos especies perteneciente a la familia Fabaceae.

## Taxonomía
El género fue descrito por J.H.Kirkbr. & Wiersema y publicado en Brittonia 49(1): 1. 1997.

## Especies aceptadas
A continuación se brinda un listado de las especies del género Bobgunnia aceptadas hasta julio de 2014, ordenadas alfabéticamente. Para cada una se indica el nombre binomial seguido del autor, abreviado según las convenciones y usos. 
- Bobgunnia fistuloides
- Bobgunnia madagascariensis